# Летние Олимпийские игры 1980 (монеты)
Памятные монеты в честь Олимпийских игр 1980 —
памятные монеты Госбанка СССР, посвященные летним Олимпийским играм 1980 года в Москве.
С 1977 года по 1980 год была выпущена серия из 45 монет, посвящённых Олимпийским играм 1980:
- 6 монет из медно-никелевого сплава номиналом 1 рубль;
- 14 монет из серебра 900-й пробы номиналом 5 рублей;
- 14 монет из серебра 900-й пробы номиналом 10 рублей;
- 6 монет из золота 900-й пробы номиналом 100 рублей;
- 5 монет из платины 999-й пробы номиналом 150 рублей.

Монеты отчеканены на Ленинградском и Московском монетных дворах.

## Параметры монет
| Номинал монеты | Металл                | Масса, г | Содержание драгоценного металла, г | Диаметр, мм | Толщина, мм |
| -------------- | --------------------- | -------- | ---------------------------------- | ----------- | ----------- |
| 1 рубль        | Медно-никелевый сплав | 12,80    |                                    | 31,00       | 2,3         |
| 5 рублей       | Серебро 900-й пробы   | 16,67    | 15,00                              | 33,00       | 2,4         |
| 10 рублей      | Серебро 900-й пробы   | 33,30    | 30,00                              | 39,00       | 3,3         |
| 100 рублей     | Золото 900-й пробы    | 17,45    | 15,71 (≈ 1⁄2 тройской унции)       | 30,00       | 1,8         |
| 150 рублей     | Платина 999-й пробы   | 15,50    | 15,50 (≈ 1⁄2 тройской унции)       | 28,60       | 1,5         |

## Список монет

### Монеты из медно-никелевого сплава (6 монет)
Изображение аверса монет из медно-никелевого сплава номиналом 1 рубль.
Поле монеты разделено на две части, каждая из них окантована тонкой линией. В верхней (большей) части — Государственный герб Союза Советских Социалистических Республик (представляет собой изображение серпа и молота на фоне земного шара, в лучах солнца и в обрамлении колосьев, перевязанных пятнадцатью витками ленты); слева от герба — буквы «СС» (первая «С» расположена выше второй), справа — «СР» («Р» находится немного выше, чем «С»); в нижней (меньшей) части монетного диска — большая стилизованная цифра «1», под ней — слово «РУБЛЬ».
| Дата выпуска | Каталожный номер | Номинал (руб) | Описание монеты | Тираж (из них пруф) | Изображение реверса |
| ------------ | ---------------- | ------------- | --- | ------------------- | ------------------- |
| 1977         | 3009-0006        | 1             | Эмблема Московской олимпиады. Посередине расположена эмблема XXII Летних Олимпийских игр 1980 года в Москве (пять колец, переплетённых в основании, и устремлённые вверх линии, символизирующие спортивные дорожки, со звездой вверху), под эмблемой мелким шрифтом указана дата выпуска монеты — «1977», по окружности канта имеются надписи: «ИГРЫ XXII ОЛИМПИАДЫ», «МОСКВА», «1980», разделённые точками. | 9 000 000 (335 000) |                     |
| 1978         | 3009-0007        | 1             | Московская олимпиада, Кремль. Рельефное изображение Московского Кремля, на основании Спасской башни расположена эмблема XXII Летних Олимпийских игр 1980 года в Москве (пять колец, переплетённых в основании, и устремлённые вверх линии, символизирующие спортивные дорожки, со звездой вверху), справа от эмблемы (немного ниже бойниц кремлёвской стены) мелким шрифтом указана дата выпуска монеты — «1978», по окружности канта имеются надписи: «ИГРЫ XXII ОЛИМПИАДЫ», «МОСКВА», «1980», разделённые точками. | 7 000 000 (509 500) |                     |
| 1979         | 3009-0008        | 1             | Московская олимпиада, Монумент «Покорителям космоса». На переднем плане: рельефное изображение скульптуры «Ракета» (станция метро «ВДНХ», Москва), слева внизу мелким шрифтом указана дата выпуска монеты — «1979»; на заднем плане: орбитальный космический комплекс «Союз—Салют» на фоне звёзд, вверху изображён первый искусственный спутник Земли, справа внизу — эмблема XXII Летних Олимпийских игр 1980 года в Москве (пять колец, переплетённых в основании, и устремлённые вверх линии, символизирующие спортивные дорожки, со звездой вверху); по окружности канта имеются надписи: «ИГРЫ XXII ОЛИМПИАДЫ», «МОСКВА», «1980», разделённые точками. | 5 000 000 (334 500) |                     |
| 1979         | 3009-0009        | 1             | Московская олимпиада, МГУ. Рельефное изображение главного здания Московского государственного университета (МГУ), справа вверху расположена эмблема XXII Летних Олимпийских игр 1980 года в Москве (пять колец, переплетённых в основании, и устремлённые вверх линии, символизирующие спортивные дорожки, со звездой вверху), под основанием здания МГУ мелким шрифтом указана дата выпуска монеты — «1979», по окружности канта имеются надписи: «ИГРЫ XXII ОЛИМПИАДЫ», «МОСКВА», «1980», разделённые точками. | 5 000 000 (334 500) |                     |
| 1980         | 3009-0010        | 1             | Московская олимпиада, Памятник Юрию Долгорукому. На переднем плане: рельефное изображение памятника основателю города — Юрию Долгорукому (скульпторы: С. М. Орлов, А. П. Антропов, Н. Л. Штамм, архитектурное оформление В. Андреева), под основанием памятника мелким шрифтом указана дата выпуска монеты — «1980»; на заднем плане: рельефное изображение здания Моссовета, справа внизу — эмблема XXII Летних Олимпийских игр 1980 года в Москве (пять колец, переплетённых в основании, и устремлённые вверх линии, символизирующие спортивные дорожки, со звездой вверху); по окружности канта имеются надписи: «ИГРЫ XXII ОЛИМПИАДЫ», «МОСКВА», «1980», разделённые точками. | 5 000 000 (509 500) |                     |
| 1980         | 3009-0011        | 1             | Московская олимпиада, Олимпийский факел. На переднем плане: изображение руки, держащей факел с олимпийским огнём; на заднем плане: слева — рельефное изображение Московского Кремля, под ним — эмблема XXII Летних Олимпийских игр 1980 года в Москве (пять колец, переплетённых в основании, и устремлённые вверх линии, символизирующие спортивные дорожки, со звездой вверху) (верхняя часть эмблемы наложена на основание Спасской башни Кремля), справа — рельефное изображение главных достопримечательностей Москвы (Кремлёвского дворца съездов, Троицкой башни Кремля, Останкинской телебашни, а также здания СЭВ), внизу — три вложенных друг в друга овалов, символизирующих беговую дорожку, под ними справа мелким шрифтом указана дата выпуска монеты — «1980»; по окружности канта имеются надписи: «ИГРЫ XXII ОЛИМПИАДЫ», «МОСКВА», «1980», разделённые точками. | 5 000 000 (334 500) |                     |

На аверсе и реверсе всех монет имеется выступающий кант шириной около 1 мм.

### Монеты из серебра 900-й пробы (14 монет по 5 рублей и 14 монет по 10 рублей)
Изображение аверсов монет из серебра номиналом 5 и 10 рублей:

| №  | Дата выпуска | Номинал (руб) | Краткое описание          | Тираж (пруф, анциркулейтед) | Изображение реверса                                                                            |
| -- | ------------ | ------------- | ------------------------- | --------------------------- | ---------------------------------------------------------------------------------------------- |
| 1  | 1977         | 5             | Ленинград                 | PR 121,417, UNC 250,411     | реверс со знаком Ленинградского монетного двора · реверс со знаком Московского монетного двора |
| 2  | 1977         | 5             | Таллин                    | PR 122,167, UNC 251,562     | реверс со знаком Ленинградского монетного двора · реверс со знаком Московского монетного двора |
| 3  | 1977         | 5             | Киев                      | PR 121,137, UNC 250,037     | реверс со знаком Ленинградского монетного двора                                                |
| 4  | 1977         | 5             | Минск                     | PR 121,137, UNC 250,040     | реверс со знаком Ленинградского монетного двора                                                |
| 5  | 1978         | 5             | Плавание                  | PR 118,353, UNC 226,655     | реверс со знаком Ленинградского монетного двора                                                |
| 6  | 1978         | 5             | Бег                       | PR 118,353, UNC 226,653     | реверс со знаком Ленинградского монетного двора                                                |
| 7  | 1978         | 5             | Конный спорт              | PR 119,143, UNC 220,603     | реверс со знаком Ленинградского монетного двора · реверс со знаком Московского монетного двора |
| 8  | 1978         | 5             | Прыжки в высоту           | PR 119,143, UNC 220,583     | реверс со знаком Ленинградского монетного двора · реверс со знаком Московского монетного двора |
| 9  | 1979         | 5             | Метание молота            | PR 107,928, UNC 207,078     | реверс со знаком Ленинградского монетного двора · реверс со знаком Московского монетного двора |
| 10 | 1979         | 5             | Тяжёлая атлетика          | PR 107,928, UNC 207,078     | реверс со знаком Ленинградского монетного двора · реверс со знаком Московского монетного двора |
| 11 | 1980         | 5             | Спортивная гимнастика     | PR 95,420, UNC 126,220      | реверс со знаком Ленинградского монетного двора · реверс со знаком Московского монетного двора |
| 12 | 1980         | 5             | Стрельба из лука          | PR 95,420, UNC 126,220      | реверс со знаком Ленинградского монетного двора · реверс со знаком Московского монетного двора |
| 13 | 1980         | 5             | Городки                   | PR 95,520, UNC 126,220      | реверс со знаком Ленинградского монетного двора                                                |
| 14 | 1980         | 5             | Исинди                    | PR 95,520, UNC 126,220      | реверс со знаком Ленинградского монетного двора                                                |
| 15 | 1977         | 10            | Москва                    | PR 121,423, UNC 250,414     | реверс со знаком Ленинградского монетного двора · реверс со знаком Московского монетного двора |
| 16 | 1977         | 10            | Карта СССР                | PR 121,137, UNC 250,040     | реверс со знаком Ленинградского монетного двора                                                |
| 17 | 1978         | 10            | Велосипедный спорт        | PR 118,453, UNC 226,670     | реверс со знаком Ленинградского монетного двора                                                |
| 18 | 1978         | 10            | Гребля                    | PR 118,403, UNC 226,404     | реверс со знаком Ленинградского монетного двора · реверс со знаком Московского монетного двора |
| 19 | 1978         | 10            | Догони девушку            | PR 118,409, UNC 226,403     | реверс со знаком Ленинградского монетного двора · реверс со знаком Московского монетного двора |
| 20 | 1978         | 10            | Прыжки с шестом           | PR 119,343, UNC 220,583     | реверс со знаком Ленинградского монетного двора · реверс со знаком Московского монетного двора |
| 21 | 1979         | 10            | Баскетбол                 | PR 119,243, UNC 220,583     | реверс со знаком Ленинградского монетного двора                                                |
| 22 | 1979         | 10            | Волейбол                  | PR 119,243, UNC 220,583     | реверс со знаком Ленинградского монетного двора                                                |
| 23 | 1979         | 10            | Дзюдо                     | PR 107,928, UNC 207,078     | реверс со знаком Ленинградского монетного двора · реверс со знаком Московского монетного двора |
| 24 | 1979         | 10            | Бокс                      | PR 107,928, UNC 207,078     | реверс со знаком Ленинградского монетного двора                                                |
| 25 | 1979         | 10            | Гиревой спорт             | PR 107,928, UNC 207,078     | реверс со знаком Ленинградского монетного двора                                                |
| 26 | 1980         | 10            | Танец орла и хуреш        | PR 95,420, UNC 126,220      | реверс со знаком Ленинградского монетного двора · реверс со знаком Московского монетного двора |
| 27 | 1980         | 10            | Перетягивание каната      | PR 95,420, UNC 126,220      | реверс со знаком Ленинградского монетного двора                                                |
| 28 | 1980         | 10            | Гонки на оленьих упряжках | PR 95,420, UNC 126,220      | реверс со знаком Ленинградского монетного двора                                                |

Также известна пробная серебряная монета 10 рублей 1980 года «Лавровый венок с олимпийскими кольцами» (находится в коллекции «Гознака»).

### Монеты из золота 900-й пробы (6 монет)
Изображение аверса монет из золота  номиналом 100 рублей: 
| Дата выпуска | Каталожный номер    | Номинал (руб) | Краткое описание           | Тираж                       | Изображение реверса                                                                            |
| ------------ | ------------------- | ------------- | -------------------------- | --------------------------- | ---------------------------------------------------------------------------------------------- |
| 1977         | 3217-0001 3217-0002 | 100           | Спорт и мир                | 81 752 (анц) 38 036 (пруф)  | реверс со знаком Ленинградского монетного двора · реверс со знаком Московского монетного двора |
| 1978         | 3217-0003 3217-0004 | 100           | Стадион им. В.И.Ленина     | 107 340 (анц) 45 317 (пруф) | реверс со знаком Ленинградского монетного двора · реверс со знаком Московского монетного двора |
| 1978         | 3217-0005 3217-0006 | 100           | Гребной канал в Крылатском | 100 406 (анц) 43 253 (пруф) | реверс со знаком Ленинградского монетного двора · реверс со знаком Московского монетного двора |
| 1979         | 3217-0007 3217-0008 | 100           | Велотрек «Крылатское»      | 97 126 (анц) 42 213 (пруф)  | реверс со знаком Ленинградского монетного двора · реверс со знаком Московского монетного двора |
| 1979         | 3217-0009 3217-0010 | 100           | Зал Дружба                 | 91 506 (анц) 38 003 (пруф)  | реверс со знаком Московского монетного двора                                                   |
| 1980         | 3217-0011 3217-0012 | 100           | Олимпийский огонь в Москве | 52 440 (анц) 27 820 (пруф)  | реверс со знаком Московского монетного двора                                                   |

Также известна пробная золотая монета 100 рублей 1980 года, аверс и реверс которой отличаются от описанных выше монет (в настоящее находится в коллекции «Гознака»).

### Монеты из платины 999-й пробы (5 монет)
Изображение аверса монет из платины номиналом 150 рублей:

| Дата выпуска | Каталожный номер    | Номинал (руб) | Краткое описание             | Тираж                      | Изображение реверса                             |
| ------------ | ------------------- | ------------- | ---------------------------- | -------------------------- | ----------------------------------------------- |
| 1977         | 3318-0001 3318-0002 | 150           | Эмблема Московской олимпиады | 34 070 (анц) 24 160 (пруф) | реверс со знаком Ленинградского монетного двора |
| 1978         | 3318-0003 3318-0004 | 150           | Дискобол                     | 33 256 (анц) 19 853 (пруф) | реверс со знаком Ленинградского монетного двора |
| 1979         | 3318-0005 3318-0006 | 150           | Античные борцы               | 32 556 (анц) 18 978 (пруф) | реверс со знаком Ленинградского монетного двора |
| 1979         | 3318-0007 3318-0008 | 150           | Античные колесницы           | 26 806 (анц) 17 708 (пруф) | реверс со знаком Ленинградского монетного двора |
| 1980         | 3318-0009 3318-0010 | 150           | Античные бегуны              | 20 690 (анц) 12 870 (пруф) | реверс со знаком Ленинградского монетного двора |